# 卓珈控股
卓珈控股集團有限公司，簡稱卓珈控股（英語：Miricor Enterprises Holdings Limited，港交所：1827），在2009年，由香港商人，前演員黎姿（別名馬黎珈而，也是董事會主席及行政總裁）於香港（總部）成立「CosMax」。

## 簡介
業務在香港經營提供專業皮膚護理療程及優質護膚產品。
2016年9月初，該公司正計劃於港交所上市，黎姿的小叔馬庭強則出任資訊科技及業務發展總監。
在2017年1月10日於港交所創業板上市，當時代碼為8328.HK，配售股份價格為0.8港元，而配售股份數目為1億股，而集資額為4610萬港元，用作擴 大在香港的醫學美容中心網絡等。
在首天上市，半天中午收盤報為3.8港元，較招股價為高出3.75倍，而最後收盤報為4.95港元，較招股價高出4倍以上。
2019年2月18日，卓珈控股由GEM轉往主板上市。
2020年7月15日，卓珈控股委任衛生署前署長林秉恩為執行董事。
2021年，卓珈控股發出盈警，表示受新冠肺炎疫情影響，預期虧損淨額約1,200萬至1,300萬元。

## 外部連結
- miricor.com （页面存档备份，存于）